# NGC 2739
NGC 2739 ist eine linsenförmige Galaxie vom Hubble-Typ SB0-a im Sternbild Großer Bär. Sie ist schätzungsweise 397 Millionen Lichtjahre von der Milchstraße entfernt.
Das Objekt wurde am 18. Februar 1855 vom irischen Astronomen R. J. Mitchell, einem Assistenten von William Parsons, entdeckt.